# Élections à l'Assemblée de Madrid d'octobre 2003
Les élections à l'Assemblée de Madrid d'octobre 2003 (en espagnol : Elecciones a la Asamblea de Madrid de octubre de 2003) se sont tenues le dimanche 26 octobre 2003, afin d'élire les cent onze députés de la septième législature de l'Assemblée de Madrid.
Le scrutin voit le Parti populaire de Madrid (PPM) retrouver une majorité absolue en sièges, sans sa majorité absolue en voix.

## Contexte
Fief du Parti populaire (PP) depuis 1993, la Communauté de Madrid a connu une série de surprises politiques à la suite des élections autonomiques du 25 mai 2003.
Effectivement lors de ce scrutin, le PPM, emmené par l'ancienne ministre et présidente du Sénat Esperanza Aguirre, progresse faiblement, ce qui l'amène à la perte de sa majorité absolue, en voix et en sièges. Il se contente en effet de 47,6 % des suffrages et 55 députés sur 111. La Fédération socialiste madrilène-PSOE (FSM-PSOE), conduite par son jeune secrétaire général Rafael Simancas, retrouve quant à elle son niveau de 1983 avec plus de 1 220 000 voix, ce qui lui donne 40,8 % et 47 parlementaires. Avec la Gauche unie (IU) – auteur d'un résultat habituel de 7,8 % des voix et 9 élus – les socialistes peuvent espérer constituer une majorité alternative et retrouver le pouvoir dans la Communauté de Madrid.
Malheureusement pour la gauche, le jour de l'ouverture de la législature, deux députés socialistes font défaut en quittant la salle des séances. En conséquence, les conservateurs font élire leur candidate à la présidence de l'Assemblée de Madrid. Du fait de cet imbroglio politique, le président de la Communauté Alberto Ruiz-Gallardón continue d'exercer ses fonctions – par intérim – tandis qu'aucun candidat ne se présente à la séance d'investiture du 13 juin.
Finalement, les deux dissidents sont exclus du PSOE, passent au groupe des non-inscrits et refusent de se prononcer en faveur d'Aguirre ou Simancas. L'impasse amène à la dissolution de l'Assemblée le 30 août et à la tenue d'élections anticipées. Au cours de cette législature, d'une durée de 81 jours, la seule activité parlementaires notable sera donc la commission d'enquête sur la défection des deux parlementaires, dont les conclusions seront rejetées en séance plénière.

## Mode de scrutin
L'Assemblée de Madrid (en espagnol : Asamblea de Madrid) se compose de 111 députés, élus pour un mandat de quatre ans au suffrage universel direct, suivant le scrutin proportionnel à la plus forte moyenne d'Hondt. Le nombre d'élus n'est pas fixe puisque le statut d'autonomie prévoit que chaque député représente 50 000 habitants.
La Communauté de Madrid constitue une circonscription unique. Seules les forces politiques – partis, coalitions, indépendants – ayant remporté au moins 5 % des suffrages exprimés au niveau du territoire régional participent à la répartition des sièges.

## Partis et têtes de liste
| Formation politique | Formation politique                                                       | Tête de liste     | Idéologie                                                      | Score en mai 2003          |
| ------------------- | ------------------------------------------------------------------------- | ----------------- | -------------------------------------------------------------- | -------------------------- |
|                     | Parti populaire de Madrid Partido Popular de Madrid                       | Esperanza Aguirre | Centre droit Conservatisme, démocratie chrétienne, libéralisme | 47,6 % des voix 55 députés |
|                     | Fédération socialiste madrilène-PSOE Federación Socialista Madrileña-PSOE | Rafael Simancas   | Centre gauche Social-démocratie, progressisme                  | 40,8 % des voix 47 députés |
|                     | Gauche unie Izquierda Unida                                               | Fausto Fernández  | Gauche Communisme, républicanisme                              | 7,8 % des voix 9 députés   |

## Résultats

### Voix et sièges
|                          |                                             |           |       |      |        |               |  |  |  |  |  |  |  |  |
| Parti                    | Parti                                       | Voix      | %     | +/-  | Sièges | +/-           |  |  |  |  |  |  |  |  |
|                          | Parti populaire (PP)                        | 1 346 588 | 48,48 | 1,81 | 57     | 2             |  |  |  |  |  |  |  |  |
|                          | Parti socialiste ouvrier espagnol (PSOE)    | 1 083 205 | 39,00 | 0,99 | 45     | 2             |  |  |  |  |  |  |  |  |
|                          | Gauche unie (IU)                            | 236 013   | 8,50  | 0,82 | 9      | en stagnation |  |  |  |  |  |  |  |  |
|                          | Les Verts de la Communauté de Madrid (LVCM) | 14 067    | 0,51  | 0,41 | 0      | en stagnation |  |  |  |  |  |  |  |  |
|                          | Les Verts (LV)                              | 12 665    | 0,46  | 0,92 | 0      | en stagnation |  |  |  |  |  |  |  |  |
|                          | Citoyens en blancs (CenB)                   | 8 111     | 0,29  | Nv.  | 0      | en stagnation |  |  |  |  |  |  |  |  |
|                          | Nouveau socialisme (NS)                     | 6 176     | 0,22  | Nv.  | 0      | en stagnation |  |  |  |  |  |  |  |  |
|                          | Démocratie nationale (DN)                   | 3 694     | 0,13  | 0,02 | 0      | en stagnation |  |  |  |  |  |  |  |  |
|                          | Autres partis                               | 18 670    | 0,67  | -    | 0      | -             |  |  |  |  |  |  |  |  |
|                          | Vote blanc                                  | 48 433    | 1,74  | 0,25 |        |               |  |  |  |  |  |  |  |  |
|                          |                                             |           |       |      |        |               |  |  |  |  |  |  |  |  |
| Suffrages exprimés       | Suffrages exprimés                          | 2 777 622 | 99,61 |      |        |               |  |  |  |  |  |  |  |  |
| Votes nuls               | Votes nuls                                  | 10 873    | 0,39  |      |        |               |  |  |  |  |  |  |  |  |
| Total                    | Total                                       | 2 788 495 | 100   | -    | 111    | en stagnation |  |  |  |  |  |  |  |  |
| Abstention               | Abstention                                  | 1 667 211 | 37,42 |      |        |               |  |  |  |  |  |  |  |  |
| Inscrits / participation | Inscrits / participation                    | 4 455 706 | 62,58 |      |        |               |  |  |  |  |  |  |  |  |

### Analyse
Alors que 290 000 citoyens supplémentaires décident de bouder les urnes, les deux grands partis sont en recul. Le Parti populaire de Madrid, qui perd 83 000 suffrages, parvient à reprendre deux sièges à la Fédération socialiste madrilène-PSOE et retrouve sa majorité absolue en sièges sans obtenir de majorité absolue en voix, ce qui constitue une première dans l'histoire politique régionale. La FSM-PSOE est la grande victime de « l'affaire Tamayo » – du nom d'un des dissidents – puisqu'elle abandonne 142 000 voix en sa faveur. C'est sa deuxième plus grosse chute, après celle enregistrée en 1987. De fait, comme la Gauche unie empoche 600 nouvelles voix et conserve son nombre d'élus, c'est le recul des socialistes qui permet aux conservateurs de conserver le pouvoir dans la Communauté de Madrid.

### Conséquences
Le 20 novembre 2011, après deux jours de débat, Esperanza Aguirre est investie présidente de la communauté de Madrid par 57 voix contre 54, ne comptant que sur le soutien de sa majorité. C'est la première fois qu'une femme préside la région de la capitale espagnole, et qu'une femme issue du Parti populaire prend la direction d'une communauté autonome.